# Kiersnowo (gromada)
Kiersnowo (od 31 XII 1959 Kalnica) – dawna gromada, czyli najmniejsza jednostka podziału terytorialnego Polskiej Rzeczypospolitej Ludowej w latach 1954–1972.
Gromady, z gromadzkimi radami narodowymi (GRN) jako organami władzy najniższego stopnia na wsi, funkcjonowały od reformy reorganizującej administrację wiejską przeprowadzonej jesienią 1954 do momentu ich zniesienia z dniem 1 stycznia 1973, tym samym wypierając organizację gminną w latach 1954–1972.
Gromadę Kiersnowo z siedzibą GRN w Kiersnowie utworzono – jako jedną z 8759 gromad – w powiecie bielskim w woj. białostockim, na mocy uchwały nr 12/V WRN w Białymstoku z dnia 4 października 1954. W skład jednostki weszły obszary dotychczasowych gromad Kiersnowo, Kiersnówek, Chojewo, Pace, Kalnica, Bronka i Kadłubówka oraz miejscowość Jarmakowszczyzna z dotychczasowej gromady Załuskie Kościelne ze zniesionej gminy Brańsk oraz obszar dotychczasowej gromady Dębowo ze zniesionej gminy Łubin Kościelny w tymże powiecie. Dla gromady ustalono 19 członków gromadzkiej rady narodowej.
31 grudnia 1959 gromadę Kiersnowo zniesiono przez przeniesienie siedziby GRN z Kiersnowa do Kalnicy i przemianowanie na gromada Kalnica.